# Gerhard Kisters
Gerhard Kisters (* 3. August 1906 in Essen; † 2. Februar 1996 in Mönchengladbach) war ein deutscher Verwaltungsbeamter und Politiker (CDU).

## Leben
Nach dem Volksschulabschluss absolvierte er zunächst eine kaufmännische Lehre. Im Anschluss besuchte er die Höhere Marinefachschule für Verwaltung und Wirtschaft sowie die Gemeindeverwaltungs- und Sparkassenschule. 1924 trat er als Berufssoldat in die Reichsmarine ein. Er wurde 1935 in die Kriegsmarine übernommen, nahm von 1939 bis 1945 als Soldat am Zweiten Weltkrieg teil und wurde zuletzt zum Korvettenkapitän der Reserve ernannt. Gegen Ende des Krieges war er Batteriechef einer Marineflakabteilung.
Nach dem Kriegsende betätigte sich Kisters zunächst als Sportlehrer. Er trat 1946 in den kommunalen Verwaltungsdienst der Stadt Rheydt ein und war als Stadtinspektor Leiter des dortigen Vertriebenenamtes. Von 1962 bis 1965 fungierte er als stellvertretender Bundesvorsitzender des Verbandes deutscher Soldaten und als Vizepräsident der Schutzgemeinschaft verdrängter Staatsdiener.
Kisters war seit 1957 Mitglied der CDU. Dem Deutschen Bundestag gehörte er vom 21. September 1959, als er für den ausgeschiedenen Abgeordneten Fritz Berendsen nachrückte, bis 1961 an. Er war über die Landesliste der CDU Nordrhein-Westfalen ins Parlament eingezogen. Ab Oktober 1959 war im Bundestag Mitglied des Haushaltsausschusses.